# Tearoom
Een tearoom of theesalon is een gelegenheid, waar men thee kon drinken en een taartje erbij kon eten. De meeste tearooms in Nederland bestonden tussen 1895 en 1970.

## Ontstaan
Dit soort gelegenheden kwam voort uit bakkerijen die rond 1900 bij hun zaak een tearoom openden. Meestal was zo’n gelegenheid gevestigd in de beter gesitueerde buurten van grote steden, in Nederland Den Haag en Amsterdam, waar veelal dames van goeden huize met elkaar konden converseren en genieten van de thee en gebak. Later werden het meer chique drink- en eetgelegenheden voor welgestelden.
Rond 1930 kwamen er aparte tearooms, met allure en een ingetogen sfeer, waar men naast gebak ook een lichte (brood)maaltijd kon nuttigen. Behalve thee, kon men er ook niet-alcoholische dranken en koffie drinken. Er trad hiermee een verschuiving op naar de lunchroom.

## Tearoom in liedjes en gedichten
Over de tearoom heeft Wim Sonneveld een vilein lied ten gehore gebracht in de Tearoom-tango.
Ook eerder bestond er reeds een gedicht, dat verwijst naar de Haagse Tearoom Lensvelt Nicola:
De dikke dames eten taarten, bij Lensvelt achter 't winkelraam. Des avonds gaan zij samen kaarten, bij kennissen van goede naam.

De dikke dames hebben mannen, met bank en rekening-courant, en ieder jaar vacantieplannen, voor wintersport in't buitenland

De dochters van de dikke dames, studeren kunstgeschiedenis, maar nimmer deden zij examens, daar wetenschap hun doel niet is.

Ach dikke dames met uw duiten, uw dochter en uw volle bord, ik sta bij Lensvelt voor de ruiten, en hoop dat ik uw schoonzoon word.

## Neergang
De meeste eerste tearooms bestaan niet meer. Zij sloten rond 1968 hun deuren. Wel zijn er nieuwe varianten op dit concept bijgekomen, maar deze zijn veelal geen uitvloeisel van een eigen bakkerij meer en hebben meer van een petit-restaurant.

## Bekende tearooms in Nederland
Bekende tearooms waren: 
- Maison Krul, Den Haag
- Tearoom Lensvelt Nicola, Den Haag
- Berkhoff, patisserie en tearoom, Amsterdam
- Restaurant-tearoom Gerzon, Amsterdam